# الأول. إل. باترسون
الأول. إل. باترسون هو سياسي أمريكي، ولد في 17 سبتمبر 1859 في مقاطعة بينتون في الولايات المتحدة، وتوفي في 21 ديسمبر 1929 في أوريغون في الولايات المتحدة بسبب ذات الرئة. نشط حزبياً في الحزب الجمهوري. وقد انتخب عضو مجلس ولاية أوريغون ‏ وانتخب حاكم ولاية أوريغون ‏ (10 يناير 1927 – 21 ديسمبر 1929).